# Symetriophasma echinata
Symetriophasma echinata är en insektsart som först beskrevs av Günther 1936.  Symetriophasma echinata ingår i släktet Symetriophasma och familjen Phasmatidae. Inga underarter finns listade i Catalogue of Life.